# Nemesis (film fra 1920)
 For alternative betydninger, se Nemesis (flertydig). (Se også artikler, som begynder med Nemesis)
Nemesis er en italiensk stumfilm fra 1920 af Carmine Gallone.

## Medvirkende
- Ida De Bonis
- Soava Gallone som Elisa di Roannez
- Ciro Galvani som Roudin
- Carlo Gualandri som Ugo Cordin
- Lorenzino Pery
- R. Scomox
- Gino Viotti
- Achille Vitti